# Pagode Tinh Tam
La pagode Chua Tinh Tam (Tinh tam, signifiant en vietnamien : littéralement « cœur tranquille » ou « cœur en paix », en sinogrammes, 静心禅寺 (hanyu pinyin jìng xīn chán sì) : « Temple chan de l'esprit calme »), située dans les Hauts-de-Seine, à Sèvres, est un temple bouddhiste chan (ou zen) construit selon des techniques traditionnelles et des matériaux exotiques, dont des arbres de 800 ans.
Y vit un religieux bouddhiste, Thich Thien Dinh.    
Elle possède trois niveaux ; Au premier étage, dans la salle du culte, trois statues de Bouddha recouvertes d'or. Au deuxième étage se trouve une chapelle consacrée au bodhisattva Avalokiteśvara. Le clocher, stoupa, domine Sèvres et contient une relique de Bouddha. Un grand Bouddha couché doré se trouve dans le jardin. Les croyants bouddhistes, venu d'Asie et principalement du Vietnam, s'y rassemblent le dimanche matin.
La traduction littérale du vietnamien cœur paisible, se traduit probablement, comme en chinois en esprit tranquille, le cœur étant également utilisé pour signifier l'esprit, comme dans 心理学 (hanyu pinyin xīn lǐ xué), la psychologie. On peut d'ailleurs retrouver la même métaphore en français.

## Pour approfondir